# ديفيد هاريس (لاعب كريكت)
ديفيد هاريس (بالإنجليزية: David Harris)‏ (17 مارس 1966 بملبورن في أستراليا - ) هو لاعب كريكت أسترالي. لعب مع فريق فكتوريا للكريكت.

## وصلات خارجية
- ديفيد هاريس (لاعب كريكت) على موقع إي آس بي آن كريك إنفو (الإنجليزية)